# Rhodophthitus castus
Rhodophthitus castus là một loài bướm đêm trong họ Geometridae.